# Ivan Ivanovitch Sakharine
Ivan Ivanovitch Sakharine est un personnage de fiction des Aventures de Tintin, créé par Hergé. Ce collectionneur de maquettes de bateaux apparaît dans l'intrigue du Le Secret de La Licorne, la onzième aventure de la série, dont la prépublication commence dans Le Soir le 11 juin 1942.
Il est également présent dans le film réalisé par Steven Spielberg en 2011, Les Aventures de Tintin : Le Secret de La Licorne, dans un rôle très différent.

## Le personnage

### Apparitions dans l'œuvre d'Hergé
Dans Le Secret de La Licorne, Tintin rencontre ce personnage au marché aux puces. Ivan Ivanovitch Sakharine est un collectionneur qui possède l'une des trois maquettes de La Licorne, conçues par le chevalier de Hadoque après le naufrage de son navire. Il tente avec acharnement de racheter celle de Tintin. Un temps soupçonné du vol qui se produit chez le héros, il est victime à son tour d'une agression. À la fin de l'aventure, on apprend qu'il est parti en voyage. Il réapparaît à la dernière planche du Le Trésor de Rackham le Rouge parmi les invités de l'exposition consacrée à La Licorne, organisée par le capitaine Haddock, dans la salle de Marine du château de Moulinsart, puis dans Tintin et l'Alph-Art parmi les adeptes du mage Endaddine Akass.

### Au cinéma
Alors que son rôle était marginal dans les albums, dans le film de Steven Spielberg réalisé en 2011, Les Aventures de Tintin : Le Secret de La Licorne, ce personnage est un élément central de l'intrigue. En effet, dans cette version, il est non seulement le principal antagoniste mais aussi le descendant direct du pirate Rackham le Rouge, qui s'est juré de venger son ancêtre en tuant le capitaine Haddock. Pour parvenir à ses fins, il n'hésite pas à s'allier avec le sinistre Allan Thompson, second déloyal de Haddock. Il est interprété en capture de mouvement par Daniel Craig.

## Sources d'inspiration
Son patronyme est très probablement une référence à la saccharine, substitut chimique du sucre.